# Shinai

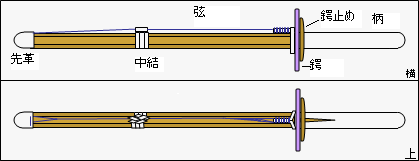
Shinai

Shinai (jap. 竹刀) - bambusowy miecz używany w kendo do ćwiczeń oraz podczas zawodów. Broń sportowa wykonana z czterech bambusowych listewek, częściowo pokrytych skórą. Shinai stworzono, aby zastąpić używany wcześniej bokken, który z kolei (w celach zwiększenia bezpieczeństwa ćwiczeń szermierczych) zastępował katanę.

## Historia shinai
Słowo shinai było w użyciu od czasów bardzo zamierzchłych. Termin ten można odnaleźć w literaturze tak dawnej jak Nihon-shoki (jedno z najstarszych dzieł literackich Japonii).
W owych zamierzchłych czasach słowem shinai nie określało się bambusowego miecza, takiego jaki obecnie używany jest do ćwiczeń i walki kendo. Początkowo shinai lub chikuto nazywano inną broń ćwiczebną, stosowaną do zadawania pchnięć w sztuce walki włócznią yari - yari-jitsu. Stosowanie tej nazwy zmieniało się zatem w historii. Sam termin shinai wywodzi się od japońskiego czasownika shinau, co znaczy „wyginać się” lub „być elastycznym”.
Nie ma w pełni wiarygodnych przekazów odnośnie do tego kiedy i w jaki sposób powstał shinai taki, z jakim mamy do czynienia we współczesnym kendo. Niektórzy uważają, że niejaki Kamiizumi Musahionkami Nobutsuna, założyciel Shinkage-ryū był pierwszą osobą, która używała shinai do ćwiczeń szermierczych. Popularyzację shinai jako broni ćwiczebnej przypisuje się jednak innemu mistrzowi szermierki, Chuta Nakanishi, założycielowi Nakanishi-Ittō-ryū, który ponadto wprowadził protektor, stworzył zalążki przepisów walki sportowej oraz był ponoć twórcą samej nazwy kendo.
Oryginalną formę shinai stanowił rozszczepiony bambus, cały w pochewce z tkaniny lub skóry. Shinai taki był nazywany fukuro-shinai. Obecnie skórzana pochewka (tsukagawa) przykrywa zaledwie ok. ¼ długości shinai (jego rękojeść - tsuka). W konstrukcji współczesnego shinai występują również inne drobne elementy skórzane: nasadka sakigawa zamocowana na sztychu miecza oraz nakayui, czyli wąska taśma skórzana, opasująca listewki na ¼ ich długości licząc od sztychu (kissaki).
Zanim jednak shinai stał się bronią sportową taką, jakiej dziś się używa do ćwiczeń w kendo, forma shinai podlegała licznym przekształceniom i ciągłemu doskonaleniu - dokonywało się to w wielu szkołach walki mieczem (ryu). Zmian tych dokonywało się wiele -  szczególnie długość bambusowego miecza zmieniała się wielokrotnie zanim została ustanowiona na 3 shaku i 8 do 9  sun, co w przybliżeniu wynosi 120 cm. W okresie Meiji, pod koniec XIX wieku używane były np. miecze shinai o długości ponad 4 shaku (150 cm). Stosowane były również shinai krótsze - ok. 100 czy 110 cm (spośród nich najbardziej znane były shinai używane w Tesshu Yamaoka's Muto Ryu).
W powyższej części opracowania wykorzystano informacje jednego z czołowych producentów shinai, zawarte na stronie: .
Ze względu na nietrwałość materiału jakim jest bambus (szczególnie w klimacie suchym, z jakim mamy do czynienia np. w Polsce), począwszy od połowy lat 70. poszukiwano innego materiału, który mógłby w konstrukcji shinai zastąpić listewki bambusowe. Po kilkunastu latach badań i eksperymentów takim dobrym materiałem okazał się komponent włókna węglowego w połączeniu z wiórkami drewnianymi. Shinai „karbonowe” cechuje kilkakrotnie dłuższa żywotność niż tradycyjne shinai wykonane choćby z najlepszego gatunku bambusa. Pomimo tych poszukiwań nie udało się jednak (przynajmniej jak dotychczas) odtworzyć w pełni takich cech sprężystości, jaką posiada shinai wykonany z listewek bambusowych. Stąd też wielu współczesnych kendoków nadal preferuje shinai bambusowe.
Współczesne parametry shinai (zalecane do stosowania we współczesnym sportowym kendo i zatwierdzone przez IKF - Międzynarodową Federację Kendo) zostały podane w poniższej tabelce; ich długość i ciężar różnią się w zależności od wieku i płci zawodników:
|                              | Płeć                | 12-15 lat | 15-18 lat | powyżej 18 lat |
| ---------------------------- | ------------------- | --------- | --------- | -------------- |
| Maksymalna długość           | Mężczyźni i kobiety | 114 cm    | 117 cm    | 120 cm         |
| Minimalna waga               | Mężczyźni           | 440g      | 480g      | 510g           |
| Minimalna waga               | Kobiety             | 400g      | 420g      | 440g           |
| Minimalna średnica Saki-Gawy | Mężczyźni           | 25 mm     | 26 mm     | 26 mm          |
| Minimalna średnica Saki-Gawy | Kobiety             | 24 mm     | 25 mm     | 25 mm          |
| Minimalna długość Saki-Gawy  | Mężczyźni i kobiety | 50 mm     | 50 mm     | 50 mm          |

Ponadto – do niektórych ćwiczeń w kendo stosuje się shinai specjalne, np. cięższe, złożone z sześciu grubych zamiast czterech profilowanych listewek. Jest to jednak tylko broń ćwiczebna, którą - z oczywistych względów - się nie walczy.